# Andrea Bowen
Andrea Elizabeth Bowen (ur. 4 marca 1990 w Columbus) – amerykańska aktorka, która występowała m.in. w serialu Gotowe na wszystko.

## Filmografia
| Rok       | Tytuł                                     | Rola                    | Uwagi          |
| --------- | ----------------------------------------- | ----------------------- | -------------- |
| 1997      | Impreza za imprezą (Highball)             | Wiedźma/Wróżka          |                |
| 2002      | That Was Then                             | Zooey Glass             | 7 odc.         |
| 2002      | Epoka lodowcowa (Ice Age)                 | dziecko (głos)          |                |
| 2004–2012 | Gotowe na wszystko (Desperate Housewives) | Julie Mayer             | w gł. obsadzie |
| 2004      | Red Riding Hood                           | Ashley #2               |                |
| 2005      | Luckey Quarter                            | Patsy                   | krótkometr.    |
| 2005      | Final Fantasy VII: Advent Children        | dziewczynka (ang. głos) |                |
| 2006      | Mowa delfinów (Eye of the Dolphin)        | Candace                 |                |
| 2006      | Bambi 2 (Bambi II)                        | Falinka (głos)          | film DVD       |
| 2007      | Girl, Positive                            | Rachel Sandler          | film TV        |
| 2012      | Divorce Invitation                        | Melanie                 |                |
| 2013      | G.B.F.                                    | 'Shley                  |                |
| 2014      | Zoe Gone                                  | Tammy Roberts           |                |
| 2017      | Jonny’s Sweet Revenge                     | Nikki                   |                |
| 2017      | A Family for the Holidays                 | Hailey Reynolds         |                |
| 2020      | Sinister Sister                           | Haley                   |                |